# Мозега
Мозега — река в России, протекает по территории Идельского сельского поселения Сегежского района Республики Карелия. Устье реки находится в 61 км по правому берегу Беломорско-Балтийского канала. Длина реки — 12 км.
Река берёт начало в болоте Пурдомох. На всём своём протяжении течёт по заболоченной местности. Впадает в залив Мозега Беломорско-Балтийского канала на высоте устья — 60,2 м над уровнем моря.
Населённые пункты на реке отсутствуют.

## Данные водного реестра
По данным государственного водного реестра России относится к Баренцево-Беломорскому бассейновому округу, водохозяйственный участок реки — Нижний Выг от Выгозерского гидроузла и до устья. Речной бассейн реки — бассейны рек Кольского полуострова и Карелии, впадает в Белое море.